# Eurytoma herbaria
Eurytoma herbaria är en stekelart som beskrevs av Zerova 1994. Eurytoma herbaria ingår i släktet Eurytoma och familjen kragglanssteklar.
Artens utbredningsområde är Ukraina. Inga underarter finns listade i Catalogue of Life.